# Диего Фернандес де Кордова-и-Мендоса
Диего Фернандес де Кордова-и-Мендоса (исп. Diego Fernández de Córdoba, III conde de Cabra; 1460 — 11 августа 1525) — испанский дворянин, 3-й граф Кабра. Он отличился во время войны, в которой Гранадский эмират был завоеван войсками Кастилии и Арагона, и впоследствии имел большое влияние в Кастилии.

## Биография
Диего был старшим сыном Диего Фернандеса де Кордоба-и-Каррильо де Альборнос (ок. 1438—1487), 2-го графа Кабры, 2-го виконта Иснахара, 4-го сеньора Баэны, и многих других поместий. Его отец был одним из самых выдающихся людей позднесредневековой Кастилии и при Энрике IV Кастильском (1425—1474), он сыграл ведущую роль в завоевании Гранадского эмирата Насридов. Его матерью была Мария Уртадо де Мендоса, дочь Диего Уртадо де Мендоса, 1-го герцога Инфантадо, также члена высшей кастильской знати. Детское образование Диего в основном было связано с военным искусством, и он сопровождал своего отца в Гранадской войне (1482—1491).
Диего стал преемником своего отца в 1487 году и начал самостоятельно отличиться в осадах Гранады. В 1488 году он получил указание от католических монархов, Фердинанда II Арагонского и Изабеллы I Кастильской, начать наступление на Гранадский эмират из Мурсии, что он и сделал со всеми силами, которые мог снабдить, и одержал множество побед, завершившись взятием Базы и Уэскара. В 1489 году монархи приказали ему вторгнуться в Гранаду из Гуадикса в мае. Он предоставил 250 копий и 300 пехотинцев и вместе со своим дядей Мартином Альфонсо де Кордова-и-Монтемайором захватил всю Альпухаррас, регион падет перед христианскими войсками в следующем году. Боевые действия продолжались, с еще одним нападением на эмират Насридов и Вега-де-Гранада, защитой Базы и 23 апреля 1491 года новой атакой на Вега-де-Гранада, чтобы положить конец вооруженному конфликту. Дон Диего Фернандес де Кордова, граф Кабра, виконт Иснахар, лорд Баэна, указан среди присутствовавших в декабре 1491 года в капитуляциях Санта-Фе.
После войны католические монархи наградили Диего в 1493 году властью над городами Канильяс-де-Асейтуно, Арчес и Корумбела в районе Сьерра-де-Бентомис и Велес-Малага. Теперь он имел большое влияние в Кастилии. 11 июня 1499 года он был назначен совместным вице-королем и губернатором Кастилии с Гомесом Суаресом де Фигероа, графом Фериа, и отцом его родственника маркиза Приего, чтобы представлять их во время его визита в Андалусию. Диего был одним из трех послов в Англии, которые уехали 26 августа 1501 года, чтобы сопровождать принцессу Екатерину Арагонскую (1485—1536) на ее свадьбе с Артуром, принцем Уэльским (1486—1502). Другими были Алонсо де Фонсека (1440—1512), архиепископ Сантьяго-де-Компостела, и его двоюродный брат Антонио де Рохас Манрике (+ 1527), епископ Майорки.
В ноябре 1506 года некоторые дворяне, в том числе Диего Фернандес де Кордова-и-Мендоса и Педро Фернандес де Кордова-и-Пачеко (1470—1517), маркиз Приего, спровоцировали бунт в Кордове, в ходе которого тюрьма инквизиции подверглась нападению, а заключенные были освобождены. Инквизитор Диего Родригес де Лусеро бежал на муле, чтобы спасти свою жизнь. Диего был назначен мэром алкальдом (Главный судья) и алкайдом (губернатор) крепости Алькала-ла-Реаль. В последние годы своей жизни Диего Фернандес де Кордова, кажется, провел важную работу по умиротворению в Кордове, за что получил благодарность императора Карла V (1500—1558).
Диего Фернандес де Кордова и Мендоса скончался в Баэне, Кордова, 11 августа 1525 года.

## Браки и дети
В 1483 году его первой супругой была Беатрис Энрикес де Веласко, двоюродная сестра короля Фердинанда II Арагонского (1452—1516), дочь Алонсо Энрикеса де Киньонеса (ок. 1432—1485), третьего адмирала Кастилии, графа Мельгара-и-Руэда и дяди короля Фердинанда, и Марии де Веласко, дочь Педро Фернандеса де Веласко, 1-го графа Аро. У супругов родился один сын:
- Диего Фернандес де Кордова (ок. 1484 — ок. 1499) умер молодым в возрасте 17 лет и был похоронен в монастыре Консоласьон в Донья Менсия.

Вторым браком он женился на Франсиске де Суньига-и-де-ла-Серда, которая умерла в Баэне 22 января 1511 года, дочери Диего де Суньиги, сеньора Траспинедо и герцога Бехара, и Хуаны де ла Серда-и-Кастаньеда, сеньоры Виллория, умершей в 1503 году, и внучки по отцовской линии 1-го герцога Бехара, от которого у нее было много потомков:
- Луис Фернандес де Кордова-и-Суньига (ок. 1480 — 17 августа 1526), стал преемником своего отца в качестве 4-го графа Кабры, 4-го виконта Иснахара и 6-го сеньора Баэны, женат на своей двоюродной сестре Эльвире Фернандес де Кордова и Манрике-де-Лара, 2-й герцогине Андрия и 2-й герцогине Сесса, умершей в Сесса-Аурунка 18 сентября 1524 года.
- Альваро Фернандес де Кордова, 2-й сеньор Валенсуэла, умер в Мадриде 24 февраля 1546 года, женат на Марии де Арагао, дочери Нуно Мануэля, 1-го лорда Сальватерра-де -Магос, Агиас- э — Эрра, и его первой жены Леонор де Мила и Арагон.
- Хуан Фернандес де Кордова, умер 29 августа 1565 г.
- Мария Фернандес де Кордова-и-Мендоса, замужем за своим двоюродным братом Франсиско Фернандесом де Кордова-и-Пачеко, 2-м лордом Армунии, умерла в Кордове 6 июля 1530 года.
- Франсиска Фернандес де Кордова-и-Суньига, умерла в апреле 1570 года, вышла замуж за Луиса Фернандеса де Кордова-и-Пачеко , 2-го маркиза Комарес, умерла в Лусене .
- Леонор Фернандес де Кордова-и-Суньига, вышла замуж в 1526 году за Луиса Яньеса Фахардо де ла Куэва, 2-го маркиза лос-Велес, гранда Испании, 1-го маркиза Молина.
- Франсиско де ла Серда, умер 14 ноября 1551 г.
- Педро Фернандес де Кордова, сеньор Субиа- и-Альбендин, дворецкий Филиппа II Испанского, умер в Брюсселе 14 декабря 1557 года, женат на Филипе Энрикес, дочери Фернана де Миранды * Энрикес и Сесилии де Азамбуджа.
- Габриэль Фернандес де Кордова, женат на Ане Сапате, сеньоре Лос-Гуахарес.
- Хуана Фернандес де Кордова
- Брианда де Кордова
- Анна де Кордова
- Мария де Кордова
- Антоний де Кордова

У него также было несколько внебрачных детей, которых он назвал в завещании:
- Мартин де Кордова-и-Мендоса, епископ Тортосы (1560—1574), епископ Пласенсии (1574—1578) и епископ Кордовы (1578—1581)
- Бернардино де Кордова, женат на Антонии Эрнандес
- Луис Фернандес де Кордова
- Диего де Кордова
- Элеонор де Кристо